# 堪察加語系

俄罗斯远东地区堪察加語的主要分佈區域

堪察加語系 (Kamchatkan languages、Kamchatkan、Kamchatic) 為構成楚科奇－堪察加语系之方言连续体。它通行於位於太平洋西岸之堪察加半島的俄羅斯堪察加邊疆區。現在僅有一個語言通行：
- 伊捷爾緬語，也被稱為西堪察加語。1991年有100位或更少的使用者，大多是老一代的人。

有不完整記錄證明至少還有兩種不同的語言增經存在過，
- 東堪察加語(亦稱"北堪察加語")
- 南堪察加語

這兩種語言雖然傳統上認為是方言，但顯然的區別可以被列為不同的語言(Comrie 1981)。這三種語言通行於堪察加半島西部、東部，及南部。差異的程度可以舉人稱代詞"我們"為範例來區別，西堪察加語說"muza'n"、南堪察加語說"muš, burin"，東堪察加語說"buze"。

## 語系分類
堪察加語系和楚科奇語系沒有密切相關。雖然有關它們關係之疑慮的澄清已經被提出(Volodin 1976)，而同源詞法清楚地表明，堪察加語系與楚科奇語系可以結合成一個楚科奇－堪察加语系(Comrie 1981)，但它也有一些顯著的對比，尤其是在音韻學的領域。目前"原始楚科奇－堪察加語"已部分地重建出來(Fortescue 2005)。
邁克爾·福蒂斯丘(Michael Fortescue)認為堪察加語系可能有一底層架構的語言、此語言之前由剩餘的"白令族群"(Beringian)所使用(Fortescue 1998:210)。比如，堪察加語系具有挤喉音，此種語音普遍存在於西北太平洋的語系裡，但罕見於東北亞地區的語言裡。